# Benjamín Paredes
Benjamín Vencar Paredes Martínez (Ecatepec de Morelos, 30 de abril de 1962) es un deportista mexicano que compitió en duatlón y atletismo.
Ganó dos medallas en el Campeonato Mundial de Duatlón, en los años 1990 y 1992. En atletismo obtuvo una medalla de oro en los Juegos Panamericanos de 1995 en la prueba de maratón.

## Palmarés internacional
| Campeonato Mundial | Campeonato Mundial              | Campeonato Mundial | Campeonato Mundial |
| Año                | Lugar                           | Medalla            | Prueba             |
| ------------------ | ------------------------------- | ------------------ | ------------------ |
| 1990               | Cathedral City (Estados Unidos) | Medalla de bronce  | Individual         |
| 1992               | Fráncfort (Alemania)            | Medalla de plata   | Individual         |

| Juegos Panamericanos | Juegos Panamericanos      | Juegos Panamericanos | Juegos Panamericanos |
| Año                  | Lugar                     | Medalla              | Prueba               |
| -------------------- | ------------------------- | -------------------- | -------------------- |
| 1995                 | Mar del Plata (Argentina) | Medalla de oro       | Maratón              |